# Dżidżiga
Dżidżiga (som. Jigjiga) – miasto we wschodniej Etiopii, stolica stanu Somali. Według danych szacunkowych na rok 2008 liczy 107 122 mieszkańców.